# Filiátes
Filiátes är en kommunhuvudort i Grekland.   Den ligger i prefekturen Thesprotia och regionen Epirus, i den västra delen av landet, 300 km nordväst om huvudstaden Aten. Filiátes ligger 227 meter över havet och antalet invånare är 2 129.
Terrängen runt Filiátes är kuperad åt sydväst, men åt nordost är den bergig.Runt Filiátes är det glesbefolkat, med 16 invånare per kvadratkilometer. Närmaste större samhälle är Igoumenitsa, 11,5 km söder om Filiátes. 